# Fabrizio Zanotti

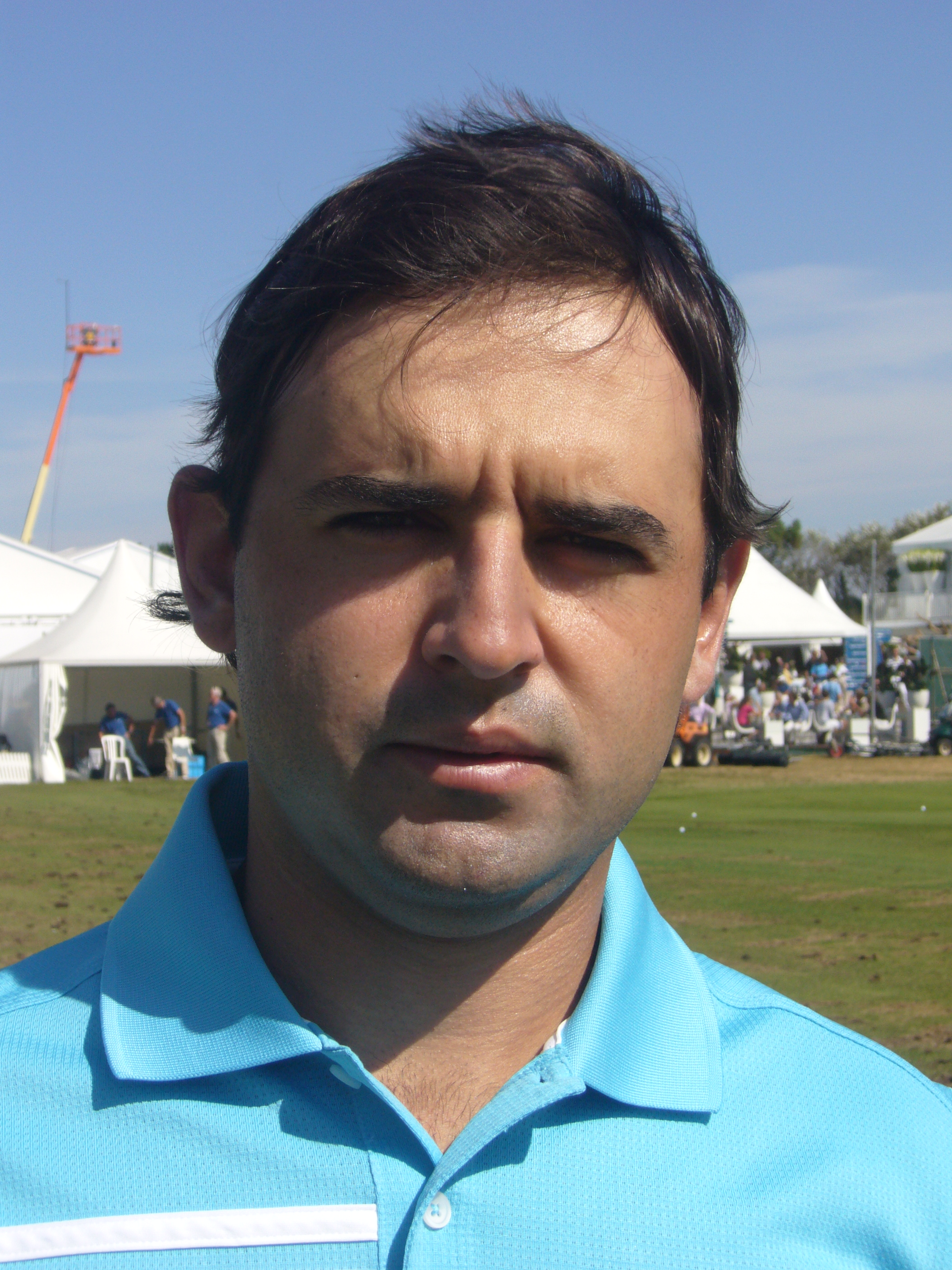
Zanotti op het KLM Open 2009

Fabrizio Zanotti (Asuncion, 21 mei 1983) is een professioneel golfer uit Paraguay.

## Amateur
Zes jaar lang was Zanotti de beste amateur in Paraguay.

#### Teams
- Eisenhower Trophy: 2000, 2002

## Professional
Zanotti werd in 2003 professional. 
In 2006 won Zanotti de Order of Merit van de Tour de las Americas onder meer omdat hij ook het laatste toernooi van het seizoen had gewonnen, het Mexicaans Open in 2007. Dit toernooi was ook het tweede toernooi op de agenda van de Challenge Tour, zodat hij meteen speelrecht voor die Tour kreeg. Eind 2007 was hij 11de op de Challenge Tour en promoveerde hij naar de Europese PGA Tour, waar hij als 153ste eindigde. 
Eind 2008 ging hij naar de Tourschool in Catalunya in de hoop een betere categorie te bereiken; hij werd 16de en kwam in de 11de categorie. Op het KLM Open 2009 werd hij 15de, maar zijn beste resultaat was een tweede plaats bij het Open de España.

#### Gewonnen
- 2007: Abierto Mexicano Corona
- 2014: BMW International Open

#### Teams
- World Cup: 2007